# Jedizmus
A jedizmus mint filozófiai irányzat a Csillagok háborúja filmsorozat kapcsán indult el, amelyben a hősies jedi lovagok a sötétség erőivel fénykarddal küzdenek, és győzedelmeskedtek az Erő segítségével. Az elterjedését egy e-mail kampánynak köszönheti, amiben a lakosságot arra kérték, hogy a népszámlálásnál ezt jelöljék meg vallásuknak. Amennyiben több mint 10000-en vallják magukat Luke Skywalker és Obi-Wan Kenobi hívőinek, akkor a jedizmust elismeri államvallásként. Mivel eléggé nagy számú emberről van szó, a brit Országos Statisztikai Hivatal kénytelen volt külön kóddal ellátni ezt az új "vallást".
A 2001-es nagy-britanniai népszámlálásban 390 ezren vallották magukat jedi hívőnek.